# Gran Premi de Gran Bretanya del 1964

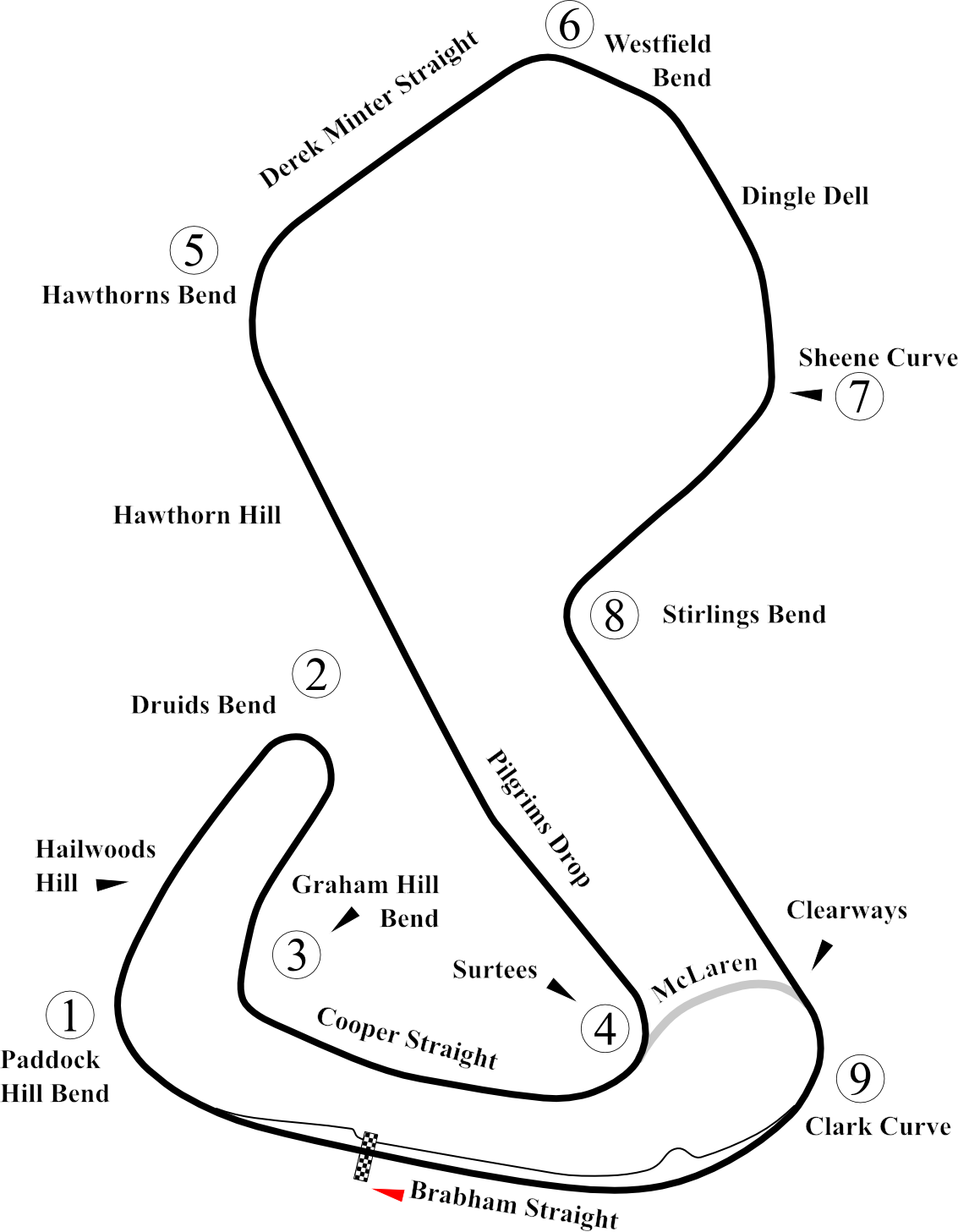
Mapa del Circuit de Brands Hatch, on es disputà la prova.

Resultats del Gran Premi de la Gran Bretanya de Fórmula 1 de la temporada 1964, disputat al circuit de Brands Hatch l'11 de juliol del 1964.

## Resultats
| Pos | No | Pilot               | Equip            | Voltes | Temps/ Retirada | Pos. de sortida | Punts |
| --- | -- | ------------------- | ---------------- | ------ | --------------- | --------------- | ----- |
| 1   | 1  | Jim Clark           | Lotus - Climax   | 80     | 2h 15' 07. 0    | 1               | 9     |
| 2   | 3  | Graham Hill         | BRM              | 80     | + 2.8 s         | 2               | 6     |
| 3   | 7  | John Surtees        | Ferrari          | 80     | + 1' 20.6 min.  | 5               | 4     |
| 4   | 5  | Jack Brabham        | Brabham - Climax | 79     | + 1 Volta       | 4               | 3     |
| 5   | 8  | Lorenzo Bandini     | Ferrari          | 78     | + 2 Voltes      | 8               | 2     |
| 6   | 10 | Phil Hill           | Cooper - Climax  | 78     | + 2 Voltes      | 15              | 1     |
| 7   | 19 | Bob Anderson        | Brabham - Climax | 78     | + 2 Voltes      | 7               |       |
| 8   | 4  | Richie Ginther      | BRM              | 77     | + 3 Voltes      | 14              |       |
| 9   | 2  | Mike Spence         | Lotus - Climax   | 77     | + 3 Voltes      | 13              |       |
| 10  | 11 | Innes Ireland       | BRP - BRM        | 77     | + 3 Voltes      | 10              |       |
| 11  | 20 | Jo Siffert          | Brabham - BRM    | 76     | + 4 Voltes      | 16              |       |
| 12  | 18 | Giancarlo Baghetti  | BRM              | 76     | + 4 Voltes      | 21              |       |
| 13  | 6  | Dan Gurney          | Brabham - Climax | 75     | + 5 Voltes      | 3               |       |
| 14  | 22 | John Taylor         | Cooper - Climax  | 56     | + 24 Voltes     | 20              |       |
| Ret | 16 | Jo Bonnier          | Brabham - BRM    | 45     | Frens           | 9               |       |
| Ret | 24 | Peter Revson        | Lotus - BRM      | 43     | Diferencial     | 22              |       |
| Ret | 17 | Tony Maggs          | BRM              | 38     | Caixa canvi     | 17              |       |
| Ret | 23 | Ian Raby            | Brabham - BRM    | 37     | Accident        | 23              |       |
| Ret | 12 | Trevor Taylor       | Lotus - BRM      | 23     | Desconegut      | 18              |       |
| Ret | 14 | Mike Hailwood       | Lotus - BRM      | 17     | Conductes d'oli | 12              |       |
| Ret | 15 | Chris Amon          | Lotus - BRM      | 9      | Embragatge      | 11              |       |
| Ret | 9  | Bruce McLaren       | Cooper - Climax  | 7      | Caixa canvi     | 6               |       |
| Ret | 26 | Frank Gardner       | Brabham - Ford   | 0      | Accident        | 19              |       |
| NVQ | 25 | Maurice Trintignant | BRM              |        |                 |                 |       |

## Altres
- Pole: Jim Clark 1' 38. 1
- Volta ràpida: Jim Clark 1' 38. 8 (a la volta 73)